# Arctoparmelia
Arctoparmelia — рід лишайників родини Parmeliaceae. Назва вперше опублікована 1986 року.

## Класифікація
До роду Arctoparmelia відносять 5 видів:
- Arctoparmelia aleuritica
- Arctoparmelia centrifuga
- Arctoparmelia incurva
- Arctoparmelia separata
- Arctoparmelia subcentrifuga